# Чемпионат СССР по тяжёлой атлетике 1936
13-й чемпионат СССР по тяжёлой атлетике прошёл с 24 по 25 марта 1936 года в Ленинграде (РСФСР). В нём приняли участие 110 атлетов, которые были разделены на 6 весовых категорий. После исключения из программы соревнований рывка и толчка одной рукой она стала состоять из троеборья (жим, рывок двумя руками и толчок двумя руками).

## Медалисты
| Категория                    | Золото                                | Золото                       | Серебро                              | Серебро                         | Бронза                                | Бронза                       |
| До 56 кг (легчайший вес)     | Моисей Касьяник «Строитель» Запорожье | 277,5 кг (82,5 + 85 + 110)   | Наум Лапидус «Динамо» Минск          | 267,5 кг (82,5 + 80 + 105)      | Иван Веселов «Буревестник» Сталино    | 257,5 кг (72,5 + 75 + 110)   |
| До 60 кг (полулёгкий вес)    | Георгий Попов «Динамо» Киев           | 295 кг (85 + 97,5 + 112,5)   | Алексей Петров «Моряк» Ленинград     | 280 кг (80 + 85 + 115)          | Валентин Чаплыгин «Динамо» Москва     | 265 кг (77,5 + 80 + 107,5)   |
| До 67,5 кг (лёгкий вес)      | Николай Шатов «Динамо» Ленинград      | 335 кг (95 + 105 + 135)      | Израиль Механик «Локомотив» Москва   | 322,5 кг (97,5 + 95 + 130)      | Константин Калинин «Строитель» Азов   | 307,5 кг (87,5 + 95 + 125)   |
| До 75 кг (средний вес)       | Николай Кошелев «Зенит» Ленинград     | 332,5 кг (95 + 100 + 137,5)  | Константин Милеев «Темп» Минск       | 332,5 кг (100 + 100 + 132,5)    | Дмитрий Поляков «Динамо» Москва       | 330 кг (95 + 100 + 135)      |
| До 82,5 кг (полутяжёлый вес) | Аркадий Касперович «Динамо» Харьков   | 347,5 кг (95 + 107,5 + 145)  | Александр Божко Красная Армия Москва | 337,5 кг (92,5 + 107,5 + 137,5) | Константин Назаров «Спартак» Москва   | 330 кг (95 + 105 + 130)      |
| Свыше 82,5 кг (тяжёлый вес)  | Пётр Прима «Динамо» Сталинград        | 347,5 кг (100 + 105 + 142,5) | Михаил Морозов «Динамо» Ленинград    | 337,5 кг (95 + 102,5 + 140)     | Андрей Степанов Красная Армия Горький | 337,5 кг (100 + 105 + 132,5) |